# اچ‌ام‌اس ژوپیتر (۱۸۹۵)
اچ‌ام‌اس ژوپیتر (۱۸۹۵) (به انگلیسی: HMS Jupiter (1895)) یک کشتی بود که طول آن ۴۲۱ فوت (۱۲۸ متر) بود. این کشتی در سال ۱۸۹۵ ساخته شد.